# Linjärt oberoende
Linjärt oberoende är ett centralt begrepp inom linjär algebra. En familj av vektorer sägs vara linjärt oberoende om ingen av dem kan uttryckas som en ändlig linjärkombination av de övriga.
I R3 har vi till exempel kolonnvektorerna
{\displaystyle {\begin{matrix}{\mbox{linjärt oberoende}}\qquad \\\underbrace {\overbrace {{\begin{bmatrix}0\\0\\1\end{bmatrix}},{\begin{bmatrix}0\\2\\-2\end{bmatrix}},{\begin{bmatrix}1\\-2\\1\end{bmatrix}}} ,{\begin{bmatrix}4\\2\\3\end{bmatrix}}} \\{\mbox{linjärt beroende}}\\\end{matrix}}}
De första tre vektorerna är linjärt oberoende men den fjärde vektorn kan skrivas som 9 gånger den första plus 5 gånger den andra plus 4 gånger den tredje vektorn. Alltså är de fyra vektorerna ej linjärt oberoende. De säges då vara linjärt beroende.

## Definition
Låt {\displaystyle \mathbf {v} _{1},\mathbf {v} _{2},\ldots ,\mathbf {v} _{n}} vara element i ett vektorrum V och låt {\displaystyle a_{1},a_{2},\ldots ,a_{n}} vara skalärer. Vektorerna är linjärt oberoende om ekvationen 
{\displaystyle a_{1}\mathbf {v} _{1}+a_{2}\mathbf {v} _{2}+\cdots +a_{n}\mathbf {v} _{n}=\mathbf {0} }
endast har den triviala lösningen
{\displaystyle a_{1}=a_{2}=\ldots =a_{n}=0}.
Mera allmänt gäller att en familj av vektorer {\displaystyle \{v_{\alpha }\}_{\alpha \in A}} där A är en godtycklig indexmängd, är linjärt oberoende om ekvationen 
{\displaystyle \sum _{i\in I}a_{i}v_{i}=0}
där {\displaystyle I\subset A} är en ändlig delmängd av A, bara har den triviala lösningen 
{\displaystyle a_{i}=0\,\,\forall i\in I}
En mängd vektorer som är linjärt oberoende och som spänner upp ett visst vektorrum utgör en bas för vektorrummet.

## Linjärt beroende
Rn -vektorerna a1, a2,... am där m>= 2 är linjärt beroende om någon av dem är en linjärkombination av de andra.
En ekvivalent definition är att
{\displaystyle \sum _{k=1}^{m}c_{k}\mathbf {a} _{k}=\mathbf {0} }
utan att alla koefficienter ck är lika med noll.

### Exempel 1
R2 -vektorerna a, b och c är linjärt beroende om det existerar skalärer c1 och c2 sådana att
{\displaystyle \mathbf {c} =c_{1}\mathbf {a} +c_{2}\mathbf {b} \,}
eller
{\displaystyle \ c_{1}\mathbf {a} +c_{2}\mathbf {b} -\mathbf {c} =\mathbf {0} }

### Exempel 2
Är de tre vektorerna
{\displaystyle {\begin{matrix}\\{\begin{bmatrix}1\\4\\2\\-3\end{bmatrix}},{\begin{bmatrix}7\\10\\-4\\-1\end{bmatrix}},{\begin{bmatrix}-2\\1\\5\\-4\end{bmatrix}}\\\end{matrix}}}
i R4 linjärt beroende?
Sök alla nollskilda skalärer {\displaystyle \lambda _{1}}, {\displaystyle \lambda _{2}} och {\displaystyle \lambda _{3}} sådana att
{\displaystyle {\begin{matrix}\\\lambda _{1}{\begin{bmatrix}1\\4\\2\\-3\end{bmatrix}}+\lambda _{2}{\begin{bmatrix}7\\10\\-4\\-1\end{bmatrix}}+\lambda _{3}{\begin{bmatrix}-2\\1\\5\\-4\end{bmatrix}}={\begin{bmatrix}0\\0\\0\\0\end{bmatrix}}\end{matrix}}}
Ställ upp ekvationssystemet
{\displaystyle {\begin{aligned}\lambda _{1}&\;+7\lambda _{2}&&-2\lambda _{3}&=0\\4\lambda _{1}&\;+10\lambda _{2}&&+\lambda _{3}&=0\\2\lambda _{1}&\;-4\lambda _{2}&&+5\lambda _{3}&=0\\-3\lambda _{1}&\;-\lambda _{2}&&-4\lambda _{3}&=0\\\end{aligned}}}
vilket till exempel kan lösas med gausseliminering för att erhålla
{\displaystyle {\begin{aligned}\lambda _{1}&=-3\lambda _{3}/2\\\lambda _{2}&=\lambda _{3}/2\\\end{aligned}}}
där {\displaystyle \lambda _{3}} kan väljas godtyckligt. Då dessa lösningar är icke-triviala är vektorerna linjärt beroende.

## Exempel
För att bestämma om en uppsättning vektorer är linjärt oberoende finns det flera sätt att gå tillväga. Ett är att utnyttja definitionen genom att ställa upp ekvationssystemet 
{\displaystyle \sum _{i=1}^{n}a_{i}v_{i}=0} och undersöka dess lösningar. Finns icke-triviala lösningar är vektorerna linjärt beroende, annars linjärt oberoende. 
För ett ändligtdimensionellt vektorrum V gäller att {\displaystyle v_{1},v_{2},\ldots ,v_{n}} är linjärt beroende om n > dim V, dimensionen av V.
För en mängd av vektorer, {\displaystyle v_{1},v_{2},\ldots ,v_{n}}, i ett vektorrum av dimension n, går det att avgöra om dessa är linjärt oberoende genom att bilda en matris av vektorerna (uttryckta i någon bas). Vektorerna är linjärt oberoende om och endast om matrisens determinant är nollskild. Ett exempel på hur detta kan göras:
Bilda en matris A av n vektorer i {\displaystyle \mathbb {R} ^{n}} genom att använda vektorerna som A:s kolonner. Vektorerna är linjärt oberoende om och endast om determinanten till A är nollskild.
Antag att matrisen blir
{\displaystyle A={\begin{bmatrix}1&3\\1&2\end{bmatrix}}}
En linjärkombination av kolonnerna är
{\displaystyle A\mathrm {X} ={\begin{bmatrix}1&3\\1&2\end{bmatrix}}{\begin{bmatrix}\lambda _{1}\\\lambda _{2}\end{bmatrix}}}
Är AX = 0 för någon nollskild vektor X? A:s determinant är
{\displaystyle \det A=1\cdot 2-1\cdot 3=-1\neq 0}
Då determinanten är nollskild saknar AX = 0 icke-triviala lösningar och vektorerna (1, 1) och (3, 2) är linjärt oberoende.